# Miguel Rodrigues Barcelos
Miguel Rodrigues Barcelos, o barão de Itapitocaí, (Pelotas, 22 de junho de 1826 — Pelotas, 1 de dezembro de 1896) foi um médico e político brasileiro.

## Biografia

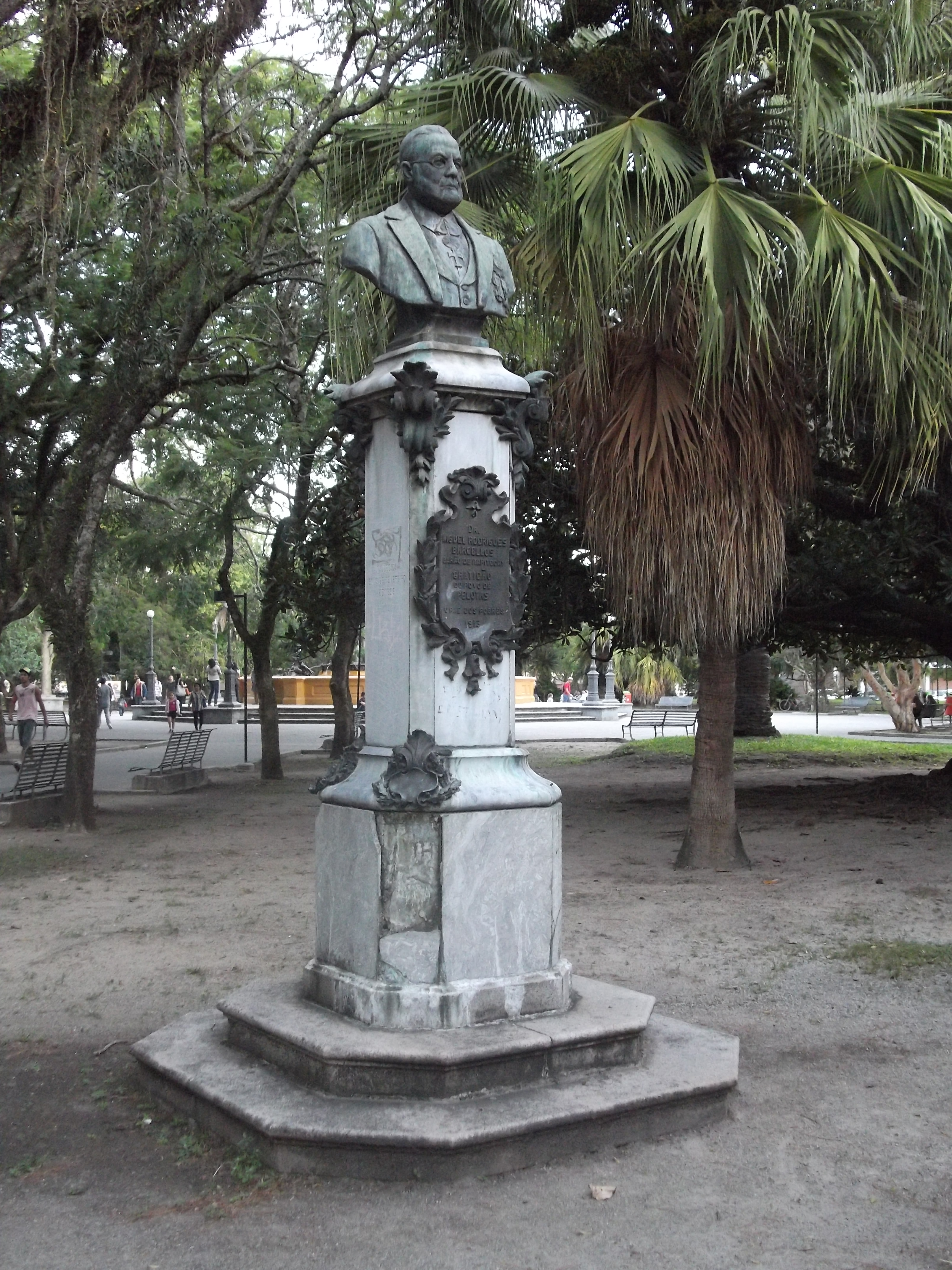
Escultura do Barão de Itapitocaí, Miguel Rodrigues Barcelos.

Filho de Boaventura Rodrigues Barcelos (1776-1855) e de Silvana Eulália de Azevedo Barcelos (1801-1878). Casou-se em primeiras núpcias, na sua cidade natal, em 7 de janeiro de 1852 com Eulália Bárbara de Azevedo (1830-1872). Tiveram 8 filhos. Casou-se em segundas núpcias, em São Paulo, em 16 de dezembro de 1879 com Josefa Jacinta de Mendonça (1832-1915). Não tiveram filhos.
Realizou seus estudos preparatórios em Pelotas e depois formou-se doutor em medicina pela Faculdade de Medicina do Rio de Janeiro, em 1846.
Retornou a Porto Alegre, onde trabalhou na Santa Casa de Misericórdia desde a sua fundação, até sua morte.
Membro do Partido Conservador, foi vereador em sua cidade natal entre 1853 e 1854, deputado à assembleia provincial por duas legislaturas. Foi o 1º vice-presidente da Província do Rio Grande do Sul em 1884, assumiu interinamente o cargo de 20 de setembro a 28 de outubro de 1885.

## Títulos nobiliárquicos e honrarias

### Barão de Itapitocaí
Recebeu a comenda da Imperial Ordem da Rosa e da Imperial Ordem de Cristo, Cavaleiro da Águia Vermelha pelo Império Alemão e a Cruz de Ferro da Alemanha e uma outra ordem pela Itália.
Título de barão conferido pelo Imperador D. Pedro II, por decreto imperial em 17 de setembro de 1888, por serviços prestados ao Império. Faz referência a Itapitocaí, um povoado em Uruguaiana.

## Fonte de referência
- PORTO-ALEGRE, Achylles. Homens Illustres do Rio Grande do Sul. Livraria Selbach, Porto Alegre, 1917.